# Ceresium usingeri
Ceresium usingeri là một loài bọ cánh cứng trong họ Cerambycidae.